# Распространение иудаизма в Хазарии
Распространение иудаизма в Хазарии — одна из ключевых научных проблем в изучении истории Хазарского каганата. Она сводится к поиску материальных подтверждений бытования в Хазарии иудаизма и к оценке того, в какой степени им было затронуто хазарское общество. Существующие на эту тему сообщения письменных источников трактуются по-разному, и в мировой историографии наблюдается несовпадение мнений. Российские и украинские специалисты традиционно придерживаются скептической оценки, считая что в иудаизм перешли только царский род и некоторая часть высшей знати. Напротив, западные и, в том числе, некоторые израильские историки настаивают на широком бытовании этой религии среди всех хазар, а также на её проникновении в среду подчинённых хазарам народов. Другая часть израильских историков в последнее время полностью отрицает факт хазарского обращения как таковой. В крайнем виде эти точки зрения превращаются в провозглашение насильственного характера иудаизации «сверху», преувеличение еврейского фактора в хазарской истории в ущерб остальным, а иногда в полное отождествление хазар с евреями, или в объявление недостоверными абсолютно всех сообщений письменных источников. Археологические данные должны стать решающими в решении этого спорного вопроса, а также ряда других, непосредственно с ним связанных:
- Насколько каноническим был хазарский иудаизм, как он взаимодействовал с язычеством? Отдельный вопрос, был ли он раввинистическим (как считает большинство историков) или караимским?
- Можно ли говорить о «цивилизаторском» (культурном) влиянии хазарского иудаизма на контактировавшие с хазарами страны (например Древнюю Русь)?
- Насколько серьёзен вклад прозелитов-хазар в восточноевропейское еврейство?

## Характеристика хазарского иудаизма по письменным источникам
Известно, что правители Хазарии перешли в иудаизм по собственной инициативе в нач. IX века. По легенде это произошло в ходе диспута, устроенного между представителями трёх религий. Через «выбор веры» в разное время проходили все кочевые каганаты Евразийских степей и все соседи Хазарии (Дунайская и Волжская Болгарии, Русь, Алания). Хазарский случай уникален тем, что в качестве официальной религии был выбран иудаизм, который по своей природе является национальной религией евреев и не предусматривает обращение других народов. Кроме того, у евреев с эпохи Рассеяния не было государственности.
Существует не менее пяти версий рассказа о хазарском «выборе веры». Хазарская «официальная» версия представлена в Письме царя Иосифа, еврейская — в Кембриджском Анониме, две мусульманские — у испано-арабского писателя XI в. ал-Бакри и иранского богослова ал-Джаббара (рубеж X—XI вв.), христианская — в житии Кирилла-Константина. Важные сведения имеются также у Иегуды Галеви и аль-Масуди. В каждом из рассказов дата обращения, обстоятельства прений, регион, из которого пришло еврейское влияние, и причина победы иудаизма описываются различно.  
Персонификацией процесса принятия иудаизма является Исаак ха-Сангари — полулегендарный еврейский проповедник, который якобы убедил хазар принять иудаизм. Он упоминается в поздних еврейских источниках. Впервые у барселонского автора XIII века Моше бен Нахмана.  
Согласно собственно хазарской традиции, отражённой в произведениях т. н. Еврейско-хазарской переписки, причиной предпочтения иудаизма стало то, что его положения являются общими для христианства и ислама. Современные историки среди реальных причин выбора называют стремление хазар сохранить независимость от враждебных Византии и Арабского халифата и указывают на связь правящего хазарского клана с еврейскими общинами, издавна жившими на территории страны. Есть основания полагать, что иудаизация была связана с борьбой за власть. Инициаторами смены веры выступали не каганы, опорой которых был языческий культ, а представители другого знатного рода — беки («цари»), которым удалось лишить каганов реальной власти.

## Археология
Памятники на основной территории каганата (Равнинный Дагестан, Нижнее Поволжье, Подонье, Крым) связывают с Салтово-маяцкой археологической культурой. Её исследования начались на рубеже XIX—XX вв. и приобрели систематический характер в советское время. В настоящее время в научный оборот введено более тысячи памятников всех типов: стационарных и временных поселений, крепостей, могильников.
После многочисленных исследований археологи констатируют, что основная масса хазарского народа оставалась языческой. Причём язычество было здесь не пережиточным явлением, а полноправной религией народных масс. Отчётливых следов иудаизма на территории раскопок не зафиксировано, а наоборот, появляется всё больше свидетельств о господстве язычества в Хазарском каганате VIII—X вв. Эти научные изыскания делают все яснее религиозную ситуацию в Хазарии: вплоть до X века Хазария не была существенно затронута иудаизмом, христианством или исламом. Ни одна из вышеуказанных религий не подействовала на религиозно-мифологическую систему верований в Хазарии. Так, их истоки прослеживаются в общеиндоевропейской традиции и от них ведут к иранской. Исследования в этом направлении оказались более плодотворными. Как замечает С. А. Плетнева, в ходе археологических исследований было засвидетельствовано исчезновение солярных амулетов, посвящённых Тенгри-хану, и, согласно её предположениям, это произошло из-за усиления иудаизма, который вытеснил из каганата «централизованный феодальный культ бога неба». По её мнению, это произошло только в IX в., хотя другие более архаичные культы и сам шаманизм сосуществовали с иудаизмом до конца каганата. Другие археологи возражают, заявляя, что предположения о противопоставлении язычества, в частности культа неба, иудаизму вряд ли имеет под собой основания.

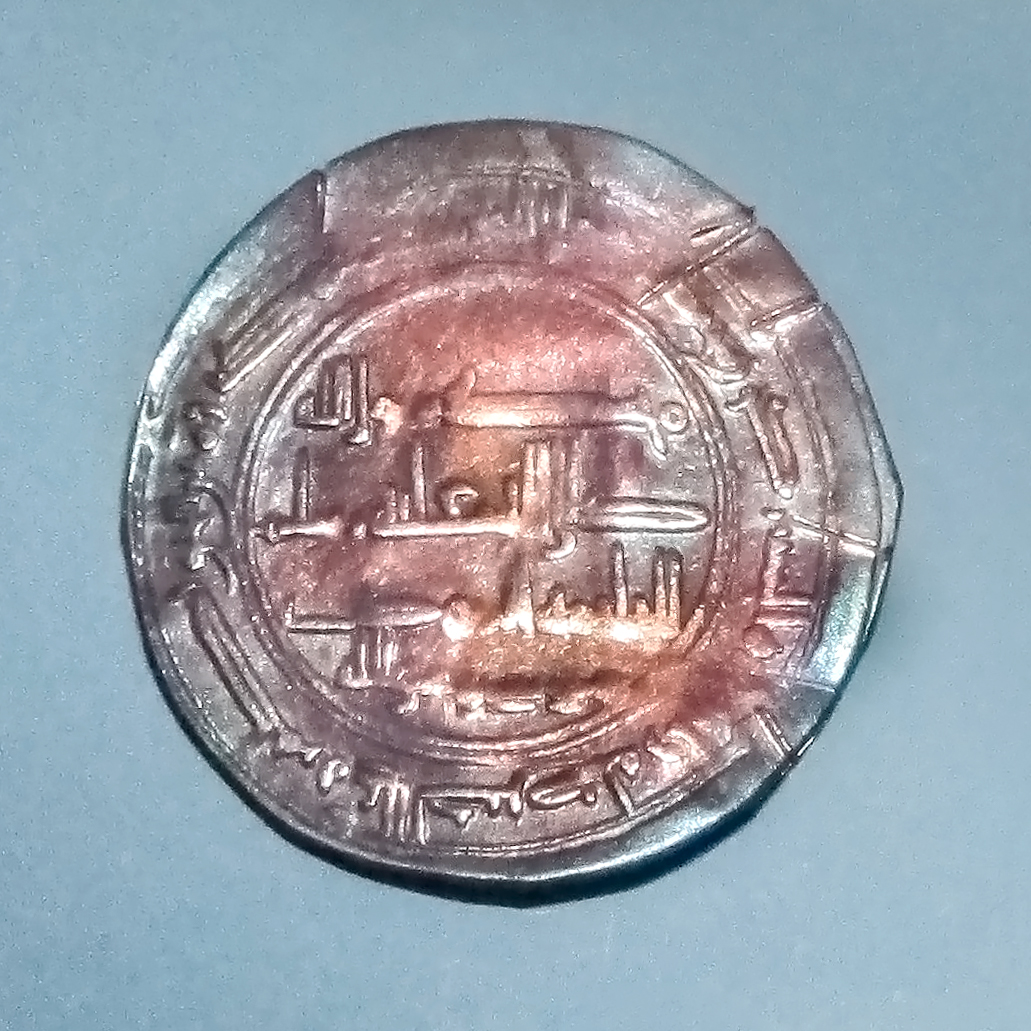
Хазарская серебряная монета с легендой «Моисей — посланник Бога». Gotland Museum (Висбю, Швеция)

Даже на таких территориях позднего проживания хазар, как Крым, в том числе в хорошо исследованном Херсонесе, следы еврейского присутствия прослеживаются только в V веке. Однако на Тамани были найдены надгробные стелы с изображением иудейской символики, свидетельствующие о том, что в этом регионе иудеи присутствовали (Фанагория, Таматархе) после V века. На обратных сторонах этих стел иногда попадались тамгообразные особые знаки, которые могут свидетельствовать о том, что данные стелы возвышались над могилами хазарских прозелитов. В Боспоре найдены некоторые иудейские надгробия, но само кладбище ещё не изучено.
В. С. Флеров и В. Е. Флерова отмечают принципиальную сложность выделения признаков иудаизма в археологическом материале. На сегодняшний день нет археологических эталонов или исторических описаний иудейского погребального обряда VIII—X веков., поэтому идентификация иудейских захоронений на фоне рядовых ямных языческих погребений затруднительна. Архитектура синагог не имела четкого канона и всегда соответствовала местным стилям и художественным вкусам, поэтому молитвенные собрания могли проходить в традиционных постройках — полуземлянках или юртообразных.
В 1999 году в деревне Спиллингс на острове Готланд в Швеции были найдены три хазарские монеты, сделанные из высококачественного серебра, подражающие арабским дирхемам. Две из них содержат надпись по-арабски «ард-ар-Хазар» — «земля хазар», а на третьей вместо традиционной надписи «Мухаммед — посланник Бога» стоит «Моисей — посланник Бога». К настоящему времени обнаружено пять «моисеевых» монет.